# Laghi (stato)
Laghi (in arabo البحيرات‎?; pronunciato: al-Buhayrat) è uno dei dieci stati del Sudan del Sud. La capitale è Rumbek.
Ha una superficie di 43.595 km quadrati e nel 2010 aveva una popolazione di 782.504 abitanti. 
Insieme agli stati di Bahr al-Ghazal Settentrionale, Bahr al-Ghazal Occidentale e Warrap e all'area amministrativa di Abyei, costituisce la Mudiriyya di Bahr al-Ghazal.

## Suddivisioni amministrative
Lo stato di Laghi è suddiviso in 8 contee:
- Awerial;
- Cueibet
- Rumbek Centrale;
- Rumbek Est;
- Rumbek Nord;
- Wulu;
- Yirol Est;
- Yirol Ovest.

## Storia
Il territorio dello stato apparteneva, tra il 1919 e il 1948 alla Mudiriyya di Equatoria, una delle 8 province storiche del Sudan Anglo-Egiziano. Nel 1948, con la creazione della nona provincia, Bahr al-Ghazal, l'area entrò a far parte della nuova Mudiriyya, per poi venire a formare nel 1976 (con l'attuale territorio di Warrap) lo stato di al-Buhairat. Nel 1991, il governo riorganizzò le regioni amministrative in 9 stati federali, corrispondenti alle nove province in essere dal 1948 al 1973. Il 14 febbraio 1994, ci fu ancora una riforma, dalla quale sortirono 26 wilāyāt (stati), tra cui lo stato di Laghi.

## Geografia fisica
Laghi è situato nella vasta regione paludosa chiamata Sudd, una pianura alluvionale che si trova tra 400 e 500 metri di altezza. Conta tre aree naturali protette, la Riserva Naturale Shambe, l'isola Zeraf, e la Riserva Mongalla Game. Il fiume principale è il Nilo Bianco.
È l'unico stato sudsudanese a non confinare con altri Paesi: a est il Nilo Bianco lo separa da Jonglei, a nord confina con lo stato di Unità, a nord-ovest con Warrap, a sud con l'Equatoria Occidentale e l'Equatoria Centrale.